# Villa Litta (Milano)
Villa Litta è ubicata nel quartiere di Affori a nord di Milano, nell'omonimo Parco di Villa Litta, e costruita per volere del marchese Corbella nel 1687. Venne in seguito ceduta ai D'Adda e ai Litta-Modignani.

## Storia
La storia della villa inizia nel 1350 allorché fu costruita dall'arcivescovo di Milano Giovanni Visconti per trascorrervi periodi di riposo. Fu nel 1687 che venne acquistata a riportata a nuovo splendore dal marchese Pietro Paolo Corbella. La villa passò quindi a Francesco D'adda, marito di Marianna Corbella e infine alla sua seconda moglie Teresa Litta (figlia di Pompeo ed Elisabetta Borromeo). Dai Gherardini ai Trivulzio, ai Visconti d'Aragona ai Belgioioso d'este, la villa fu in ultimo acquisita in asta giudiziaria da Luigi Taccioli. Margherita Taccioli sposò nel 1873 Giovanni Litta Modignani, alla cui morte la villa passò di mano alla Provincia di Milano.
L'edificio ebbe massimo splendore, utilizzato come residenza estiva e come luogo di ritrovo della nobiltà milanese nel tardo Seicento e per tutto il Settecento, con feste, sfarzo ed eventi mondani tipici dell'epoca.
Nell'Ottocento divenne uno dei più importanti salotti intellettuali di Milano, abitualmente frequentata dal Manzoni e dal pittore Francesco Hayez.
All'inizio del Novecento (1905) la villa passò come detto all'amministrazione provinciale prima di divenire proprietà del Comune di Milano nel 1927.
Circondata da un parco all'inglese, la dimora è oggi costituita da un edificio principale a tre piani, dal quale si allungano brevi corpi laterali, a delimitare una piccola corte delle carrozze; su questa si apre un portico, riproposto sul lato opposto, verso il parco. Le facciate presentano contenuti elementi decorativi a fasce e cornici, con alcuni balconi dalle elaborate ringhiere in ferro. Anche gli ambienti interni sono caratterizzati da particolare ricchezza decorativa; degno di nota è il salone principale o "salone delle Arti", teatro di periodiche manifestazioni culturali.